# Ближнепольная оптическая микроскопия
Ближнепольная оптическая микроскопия (БОМ) — оптическая микроскопия, обеспечивающая разрешение лучшее, чем у обычного оптического микроскопа. Повышение разрешения БОМа достигается детектированием рассеяния света от изучаемого объекта на расстояниях меньших, чем длина волны света. В случае, если зонд (детектор) микроскопа ближнего поля снабжен устройством пространственного сканирования, то такой прибор называют сканирующим оптическим микроскопом ближнего поля. Такой микроскоп позволяет получать растровые изображения поверхностей и объектов с разрешением ниже дифракционного предела.

## История
Идея БОМа была предложена в 1928 году Сингом (E. H. Synge), но она намного опередила технические возможности своего времени и осталась практически не замеченной. Её первое подтверждение было получено Эшем (E. A. Ash) в опытах с микроволнами в 1972 году. В начале 80-х годов группа исследователей из Цюрихской лаборатории фирмы IBM во главе с Дитером Полем (D. W. Pohl) проникла внутрь дифракционного предела и продемонстрировала разрешение {\displaystyle \lambda }/20 на приборе, работающем в видимом оптическом диапазоне и получившем название сканирующего оптического микроскопа ближнего поля. Чуть раньше в той же лаборатории был создан первый сканирующий туннельный микроскоп, принесший ей всемирную известность
Создание туннельного микроскопа положило начало целой области исследований — сканирующей зондовой микроскопии.
Однако все методы построения сканирующих микроскопов подразумевали измерение какого-либо неоптического параметра поверхности образца. Оптические же микроскопы были ограничены дифракционным пределом. Использование оптических ближнепольных зондов расширило возможности сканирующей зондовой микроскопии.
Если в качестве зонда взять миниатюрную диафрагму с отверстием в несколько нанометров — апертуру, то в соответствии с законами волновой оптики, видимый свет (с длиной волны несколько сот нанометров) проникает в такое маленькое отверстие, но не далеко, а на расстояние, сопоставимое с размерами отверстия. Если в пределах этого расстояния, в так называемом «ближнем поле», поставить образец, рассеянный от него свет будет регистрироваться. Перемещая диафрагму в непосредственной близости от образца, как в туннельном микроскопе, получим растровое изображение поверхности. Позднее были разработаны ближнепольные микроскопы, не использующие апертуру — безапертурный СБОМ.
Уникальность ближнепольной оптической микроскопии по сравнению с другими сканирующими методами состоит в том, что изображение строится непосредственно в оптическом диапазоне, в том числе видимого света, однако разрешение многократно превышает разрешение традиционных оптических систем.